# Södra Jocktjärnen
Södra Jocktjärnen är en sjö i Lycksele kommun i Lappland och ingår i Umeälvens huvudavrinningsområde.